# منتخب تركيا تحت 17 سنة لكرة القدم
منتخب تركيا تحت 17 سنة لكرة القدم (بالتركية: Türkiye 17 yaş altı millî futbol takımı)‏ هو ممثل تركيا الرسمي في المنافسات الدولية في كرة القدم في فئة كرة قدم تحت 17 سنة للرجال، يديريه اتحاد تركيا لكرة القدم.